# ISO 690
Die ISO 690 ist eine ISO-Norm die beschreibt, wie Informationsquellen verschiedener Art in Dokumenten in Druckform oder anderer Form einheitlich referenziert werden. Die erste Ausgabe erschien 1975, die zweite 1987. Im November 1997 ist ISO 690 Teil 2 Information and documentation – bibliographic references  – part 2: Electronic documents and parts thereof ausgegeben worden, dieser wurde in die dritte Ausgabe eingearbeitet. Die dritte Ausgabe stammt vom Juni 2010 und hat den Titel Information and documentation – Guidelines for bibliographic references and citations to information resources. Die aktuelle, vierte Ausgabe stammt von Juni 2021.
Im Oktober 2013 wurde die DIN ISO 690:2013-10 „Information und Dokumentation – Richtlinien für Titelangaben und Zitierung von Informationsressourcen (ISO 690:2010)“ veröffentlicht und ersetzt in Deutschland damit die DIN 1505-2.